# 安平厅
安平厅，清朝时设置的厅。
嘉庆二十五年（1820年）置，治所在今云南省文山市开化镇。属开化府。辖境相当今云南省马关、文山、麻栗坡等县地。光绪三十二年（1906年）移治马白关，即今云南省马关县。民国初年，全国废府州厅改县，于1913年废厅，改为安平县。因与直隶（今河北省）、贵州二省安平县重复，1914年改名马关县。 